# Stade multifonction
 (signalé en juillet 2025).
Si vous disposez d'ouvrages ou d'articles de référence ou si vous connaissez des sites web de qualité traitant du thème abordé ici, merci de compléter l'article en donnant les références utiles à sa vérifiabilité et en les liant à la section « Notes et références ».
- Archive Wikiwix
- Bing
- Cairn
- DuckDuckGo
- E. Universalis
- Gallica
- Google
- G. Books
- G. News
- G. Scholar
- Persée
- Qwant
- (zh) Baidu
- (ru) Yandex
- (wd) trouver des œuvres sur Wikidata

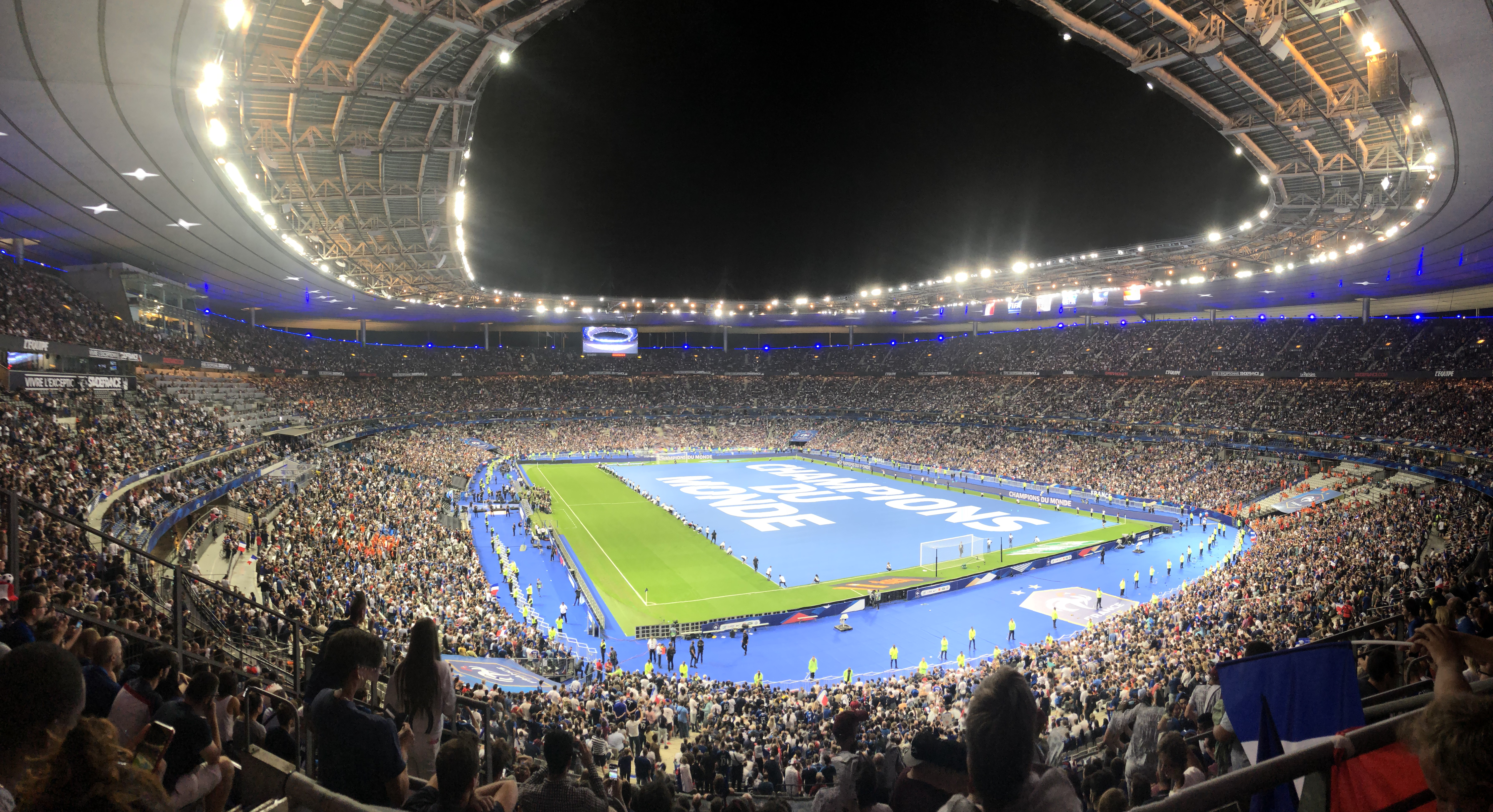
Le Stade de France est un stade multifonction (ici dans sa configuration pour un match de la Ligue des nations, le 9 septembre 2018).

Un stade multifonction, aussi appelé stade multi-sport ou stade omnisports, est un stade qui peut être utilisé pour plusieurs sports. De façon générale n'importe quel stade peut être utilisé pour y accueillir des rencontres de différents sports mais un stade multifonction a été spécialement conçu dans ce but.